# Капитал (округ)
Капитал (англ. Capital Regional District) — один из 29 региональных округов Британской Колумбии, Канада. На 2016 год в округе проживало 383 360 человек.
Он был создан 1 февраля 1966 года. Региональный округ управляет 13 населёнными пунктами и 3 избирательными округами.

## Географическое положение
Капитал включает в себя юг острова Ванкувер и южные острова Галф, его площадь составляет 2340,5 км² или 0,25 % от территории провинции. Капитал граничит с округом Ковичан-Вэлли на севере.

## Население
По данным переписи 2016 года население Капитал составляло 383 360 человека. В округе было 170 160 домашних хозяйств и 106 335 семей. Плотность населения составляла 163,8 человек на км². Население Капитал с 2011 года увеличилось на 6,5 % (в среднем по провинции Британская Колумбия наблюдался прирост в 5,6 %). Для 83,8 % жителей округа родным языком был английский, 0,07 % указали родным один из языков коренного населения Канады, 1,6 % — французский, 1,2 % — немецкий, 0,9 % — филиппинский.
Население округа по возрастному диапазону по данным переписи 2016 года распределилось следующим образом: 13,0 % — жители младше 14 лет, 65,3 % — от 14 до 65 лет и 21,7 % — в возрасте 65 лет и старше. Средний возраст населения — 44,4 года, медианный возраст — 45,5 лет.
Из 170 160 домашних хозяйств 62,5 % представляли собой семьи: 53,4 % совместно проживающих супружеских пар (42,7 % — в браке, 10,8 % — в гражданском сожительстве); 7,0 % — женщины с детьми, проживающие без мужей и 2,0 % — мужчины с детьми, проживающие без жён. В среднем домашнее хозяйство ведут 2,2 человека, а средний размер семьи — 2,7 человека. Среди 333 465 человек старше 15 лет 56,1 % живут в паре (45,1 % — в браке, 11,0 % — в гражданском сожительстве), 43,9 % — никогда не были женаты.
В 2015 году медианный доход на семью оценивался в 92 455 $, на домашнее хозяйство — в 69 665 $. Доход на душу населения — 37 101 $ в год, при этом мужчины имели медианный доход в 43 280 долларов США в год против 32 519 долларов среднегодового дохода у женщин.
| 1996   | 1997    | 1998   | 1999   | 2000   | 2001   | 2002   | 2003   | 2004   | 2005   | 2006   | 2007   | 2011   | 2016   |
| ------ | ------- | ------ | ------ | ------ | ------ | ------ | ------ | ------ | ------ | ------ | ------ | ------ | ------ |
| 331097 | 334,606 | 335543 | 336485 | 337026 | 340030 | 343729 | 347980 | 351948 | 357953 | 362447 | 366162 | 359991 | 383360 |

## Подразделения округа
Инкорпорированные населённые пункты:
- Виктория
- Вью-Роял
- Колвуд
- Лэнгфорд
- Мечосин
- Норт-Саанич
- Ок-Бей
- Саанич
- Сентрал-Саанич
- Сидни
- Сук
- Хайлэндс
- Эскимальт

Также округ включает в себя 13 индейских резерваций. Остальная часть Капитал разделена на 3 избирательных округа.